# Feria Internacional del Libro de Lima
La Feria Internacional del Libro de Lima (FIL LIMA) se realiza durante las últimas semanas del mes de julio de cada año en la ciudad de Lima, convocada y organizada por la Cámara Peruana del Libro.

## Historia

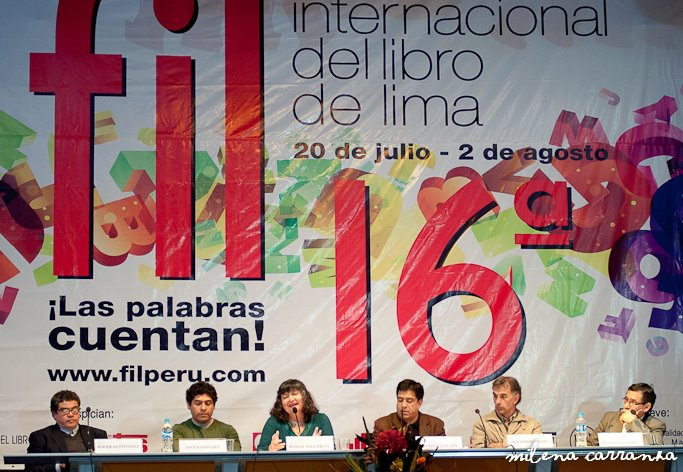
FIL 2011

La primera edición de la FIL LIMA se realizó en 1995 en las instalaciones del Museo de la Nación. En ese entonces se contó con 100 expositores, 40 mil títulos en venta y más de 100 mil visitantes. Luego, la feria se trasladó al espacio de la Feria Internacional del Pacífico, en el distrito de San Miguel, lugar en el que permaneció hasta 2005, año en que tuvo como sede al Centro de Convenciones del Jockey Plaza, ubicado en el distrito de Santiago de Surco. Recién en el 2010, en su decimocuarta edición, la Feria Internacional del Libro de Lima se instaló en el Parque Los Próceres de la Independencia (Ex Matamula) en el distrito de Jesús María, lugar que la ha acogido durante nueve ediciones.
A lo largo de sus veinticinco ediciones, la FIL LIMA ha recibido a grandes países como Argentina, Brasil, Colombia, Cuba, Chile, Ecuador, España, Francia, Italia, México, Puerto Rico y Venezuela, que han compartido su cultura y sus letras con el público.
Cada año, la FIL LIMA se consolida como unos de los eventos culturales más importante del Perú, mostrando un crecimiento constante de visitantes que, hasta el año 2019 superó los 550,000 visitantes y alrededor de 20 millones de soles en ventas de libros. El año 2020, debido a la pandemia por la Covid-19, la FIL LIMA asumió el reto de realizar su primera edición virtual, la cual coincidió con su vigésimo quinta edición. Por medio de su sitio web y redes sociales, el evento adecuó totalmente sus tiendas y actividades a las plataformas digitales que permitieron llevar la "experiencia FIL" a todos los rincones del Perú y del mundo.
La FIL LIMA no dejó de llevar al público su gran oferta cultural que traducida en mesas temáticas, presentaciones de libros, talleres, actividades infantiles, homenajes, encuentros con autores, entre otros. Los negocios y actividades especializadas para profesionales del libro y la lectura se mantuvieron a través de sus Jornadas Profesionales.
Si bien la feria dedica cada edición a un País Invitado de Honor, la número veinticinco estuvo dedicada al Perú y a sus veinticinco regiones con sus respectivas culturas, literatura local, autores, editores, libreros, así como instituciones gubernamentales y culturales.

## Ediciones
| Feria Internacional del Libro de Lima |      |                              |                                                            |                                           |
| Edición                               | Año  | Fechas                       | Lema central                                               | Invitado de honor                         |
| 1ª                                    | 1996 |                              | —                                                          |                                           |
| 2ª                                    | 1997 |                              | —                                                          |                                           |
| 3ª                                    | 1998 |                              | —                                                          |                                           |
| 4ª                                    | 1999 |                              | —                                                          |                                           |
| 5ª                                    | 2000 |                              | —                                                          |                                           |
| 6ª                                    | 2001 |                              | —                                                          | Cuba                                      |
| 7ª                                    | 2002 |                              | —                                                          | España                                    |
| 8ª                                    | 2003 | 20 de junio-6 de julio       | La mujer y la literatura                                   | —                                         |
| 9ª                                    | 2004 | 16 de julio-1 de agosto      | —                                                          | —                                         |
| 10ª                                   | 2005 | 21-31 de julio               | —                                                          | Colombia                                  |
| 11ª                                   | 2006 | 20-30 de julio               | —                                                          | Argentina                                 |
| 12ª                                   | 2007 | 19-29 de julio               | Para leerlos y conocerlos                                  | Italia                                    |
| 13ª                                   | 2008 | 23 de julio-3 de agosto      | Leamos más, para conocer más                               | Chile                                     |
| 14ª                                   | 2009 | 23 de julio-5 de agosto      | Más grande, más divertida, más espectacular                | Brasil                                    |
| 15ª                                   | 2010 | 22 de julio-4 de agosto      | Gánate con todo                                            | Ecuador                                   |
| 16ª                                   | 2011 | 20 de julio-2 de agosto      | Las palabras cuentan                                       | Venezuela                                 |
| 17ª                                   | 2012 | 19 de julio-1 de agosto      | ¡Las páginas son tuyas!                                    | Argentina                                 |
| 18ª                                   | 2013 | 19 de julio-4 de agosto      |                                                            | Puerto Rico                               |
| 19ª                                   | 2014 | 18 de julio-3 de agosto      | Leer está en tus manos                                     | Chile                                     |
| 20ª                                   | 2015 | 17 de julio-2 de agosto      | ¡Leer está en tus manos!                                   | Francia                                   |
| 21ª                                   | 2016 | 15 de julio-31 de julio      | Leer está en tus manos                                     | Colombia                                  |
| 22ª                                   | 2017 | 21 de julio-6 de agosto      | Me encanta, me acerca y me conecta; Leer está en tus manos | México                                    |
| 23ª                                   | 2018 | 20 de julio-5 de agosto      | Me encanta, me acerca y me conecta                         | España                                    |
| 24ª                                   | 2019 | 19 de julio-4 de agosto      |                                                            | Universo Vargas Llosa                     |
| 25ª                                   | 2020 | 21 de agosto-6 de septiembre | Volvamos a encontrarnos                                    | Una mirada al Perú: 25 regiones (Virtual) |
| 26ª                                   | 2022 | 22 de julio-7 de agosto      |                                                            | Portugal                                  |
| 27ª                                   | 2023 | 21 de julio-6 de agosto      |                                                            | Universo César Vallejo                    |
| 28ª                                   | 2024 | 19 de julio - 6 de agosto    |                                                            | Edición Bicentenario                      |